# Palazzo San Macuto
Palazzo San Macuto è un palazzo sito in piazza San Macuto, a Roma, nel rione Pigna.
Nelle vicinanze si trova anche l'omonima chiesa.

## Storia
Il palazzo si trova nei luoghi, al centro di Roma, ove erano ubicati il Tempio di Minerva e un tempio egizio dedicato a Iside.
La sua prima edificazione risale alla metà del XVI secolo; un secolo più tardi divenne sede della Congregazione del Santo Uffizio, ospitando quindi l'Inquisizione, istituita da papa Paolo III.
Fu qui che, il 22 giugno 1633, il padre dell'astronomia moderna Galileo Galilei, sospettato di eresia, abiurò le sue tesi scientifiche per salvarsi la vita dalla condanna della Santa Inquisizione.
Nel 1889 vi fu posta la sede del Ministero delle poste e telegrafi, ribattezzato Ministero delle comunicazioni dal 1924 al 1944, quindi trasformato in Ministero delle  poste e delle telecomunicazioni, che qui rimase fino al 1974, quando fu trasferito all'EUR.
Dal 1974 palazzo San Macuto divenne sede periferica della Camera dei deputati e fu adibito, tra l'altro, a sede della Biblioteca della Camera dei deputati, aperta al pubblico nel dicembre 1988; nell'ambito della costituzione del Polo bibliotecario parlamentare, si è ricostituita l'unità dell'insula Sapientiae in quanto si è riaperto il passaggio con l'attiguo edificio che ospita la Biblioteca del Senato della Repubblica.
Attualmente il palazzo è sede delle commissioni d'inchiesta e di vigilanza e dell'Ufficio parlamentare di bilancio.